# Musikjahr 1784
Liste der Musikjahre

◄◄ | ◄ | 1780 | 1781 | 1782 | 1783 | Musikjahr 1784 | 1785 | 1786 | 1787 | 1788 | ► | ►►

Weitere Ereignisse
Dieser Artikel behandelt das Musikjahr 1784.

## Ereignisse
- 09. Februar: Im Verzeichnüss aller meiner Werke von Wolfgang Amadeus Mozarts ist das 1. Klavierkonzert der erste Eintrag.[1]
- 09. Februar: Wolfgang Amadeus Mozart vollendet sein 14. Klavierkonzert in Es-Dur (KV 449).
- 00. März: Der 28-jährige Mozart gibt im Trattnerhof und Burgtheater in Wien die Erstaufführungen seines 15. Klavierkonzertes.
- 12. April: Wolfgang Amadeus Mozart vollendet sein 17. Klavierkonzert in G-Dur, Köchelverzeichnis 453.
- 24. April: In einem Brief an seinen Vater Leopold Mozart empfiehlt Wolfgang Amadeus Mozart die Werke des Newcomers Ignaz Pleyel.
- 29. April: Wolfgang Amadeus Mozart und Geigerin Regina Strinasacchi führen in Gegenwart von Joseph II. erstmals Mozarts Sonate für Klavier und Violine in B-Dur (KV 454) auf.
- 08. Mai: Pasquale Anfossis Oper Issipile auf ein Libretto von Pietro Metastasio wird im King’s Theatre in London uraufgeführt.
- 27. Mai bis 5. Juni: Zu Ehren des vor 25 Jahren verstorbenen Komponisten Georg Friedrich Händel finden Gedenkkonzerte in der Westminster Abbey in London statt.
- 13. Juni: Wolfgang Amadeus Mozarts 17. Klavierkonzert wird zum ersten Mal von seiner Schülerin Barbara von Ployer aufgeführt. Giovanni Paisiello sitzt im Publikum.
- 10. Juli: Domenico Cimarosas L’Olimpiade auf ein Libretto von Pietro Metastasio wird im Teatro Eretenio in Vicenza uraufgeführt.
- 17. August: Luigi Boccherini erhält eine Gehaltserhöhung von 12.000 spanischen Real von seinem Arbeitgeber, dem Infanten Luis de Borbón y Farnesio, Graf von Chinchón.
- 28. August: In Wien wird Johann Georg Albrechtsbergers Messe in Es-Dur zum ersten Mal aufgeführt, wobei das Orchesterarrangement nach den Vorlieben von Kaiser Joseph II. durch Orgelbegleitung ersetzt wird.
- 14. Dezember: Wolfgang Amadeus Mozart wird in die Freimaurerloge „Beneficence“ aufgenommen.
- Im noch unvollendeten Teatro Donizetti in Bergamo wird als erste Oper Medonte, re di Epiro von Giuseppe Sarti aufgeführt.
- Das Musikinstrumenten-Museum Markneukirchen wird gegründet.

## Instrumentalmusik (Auswahl)
- Jean-Jacques Beauvarlet-Charpentier – Quatre hymnes
- Ludwig van Beethoven – 0. Klavierkonzert
- Luigi Boccherini – 6 Streichquintette für 2 Violinen, Viola und 2 Violoncelli (Opera piccola) op. 36 (G. 331–336) (1784/1786)
- Anton Eberl – Sinfonie in G-Dur
- Joseph Haydn
  - 79. Sinfonie in F-Dur
  - 80. Sinfonie in d-Moll
  - 81. Sinfonie in G-Dur
  - Drei Sonaten für Prinzessin Marie Esterházy (Klaviermusik)
- Michael Haydn
  - Sinfonie in B-Dur
  - Sinfonie in C-Dur
  - Effuderunt Sanguinem Sanctorum, Graduale in festo SS. Innocentium, extra Dominicam MH 392
- Wolfgang Amadeus Mozart
  - 14. Klavierkonzert in Es-Dur KV 449
  - 15. Klavierkonzert in B-Dur KV 450
  - 16. Klavierkonzert in D-Dur KV 451
  - 17. Klavierkonzert in G-Dur KV 453
  - 18. Klavierkonzert in B-Dur KV 456
  - 19. Klavierkonzert in F-Dur KV 459
  - Quintett für Klavier, Oboe, Klarinette, Horn und Fagott Es-Dur KV 452
  - Trauermarsch c-Moll KV 453a
- Giovanni Battista Viotti
  - Duett concertante für 2 Violinen in D-Dur
  - Duett concertante für 2 Violinen in d-moll

## Musiktheater
- 26. Februar: Im Theater von Schloss Eszterháza in Esterház findet die Uraufführung der Oper Armida von Joseph Haydn statt. Das Libretto wurde vermutlich von Nunziato Porta zusammengestellt. Es basiert auf Torquato Tassos Epos Das befreite Jerusalem.
- 08. März: Uraufführung der Oper The Double Disguise von James Hook op. 32

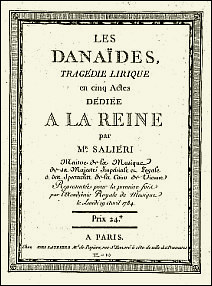
Titelblatt des Pariser Erstdrucks der Partitur (1784)

- 26. April: Die der französischen Königin Marie Antoinette gewidmete tragédie lyrique Les Danaïdes von Antonio Salieri auf einen Text von François Bailly du Roullet und Louis Théodore Baron de Tschudi, nach einer italienischen Vorlage von Ranieri de’ Calzabigi wird mit großem Erfolg in Paris uraufgeführt.
- 24. Juni: Uraufführung der Oper L’épreuve villageoise von André-Ernest-Modeste Grétry in Paris (Comédie-Italienne)
- 23. August: Uraufführung der Oper Il re Teodoro in Venezia von Giovanni Paisiello in Wien
- 10. Oktober: Uraufführung des Dramas I due supposti ossia Lo sposo senza moglie von Domenico Cimarosa am Teatro alla Scala di Milano in Mailand
- 21. Oktober: Uraufführung der Oper Richard Cœur de Lion von André-Ernest-Modeste Grétry in der Opéra-Comique in Paris
- 06. Dezember: Das Dramma giocoso Il ricco d’un giorno von Antonio Salieri wird im Wiener Burgtheater uraufgeführt, findet jedoch beim Publikum keinen Anklang. Der Misserfolg führt zu einer Entfremdung zu seinem Librettisten Lorenzo da Ponte.
- 26. Dezember: Uraufführung der Oper L’Idalide von Luigi Cherubini in Florenz

Weitere Werke
- Luigi Cherubini: L’Alessandro nell’Indie (Oper) basierend auf einem vielfach vertonten Libretto aus dem Jahr 1730
- Domenico Cimarosa: Seches weitere Opern: (1) I matrimoni impensati; (2) L’apparenza inganna, o sia La villeggiatura; (3) La vanità delusa; (4) L’olimpiade; (5) Artaserse; (6) Il barone burlato
- Andrea Lucchesi: Ademira
- Niccolò Piccinni: Diane et Endymion
- Giuseppe Sarti: Gli amanti consolati, dramma giocoso (Oper) uraufgeführt in St. Petersburg
- Peter von Winter: Das Hirtenmädchen (Singspiel nach einem Libretto von H. Braun, uraufgeführt in München)
- Vicente Martín y Soler: Le burle per amore (Oper); Philistaei a Jonatha dispersi (geistliche Bühnenmusik, Actio sacra)

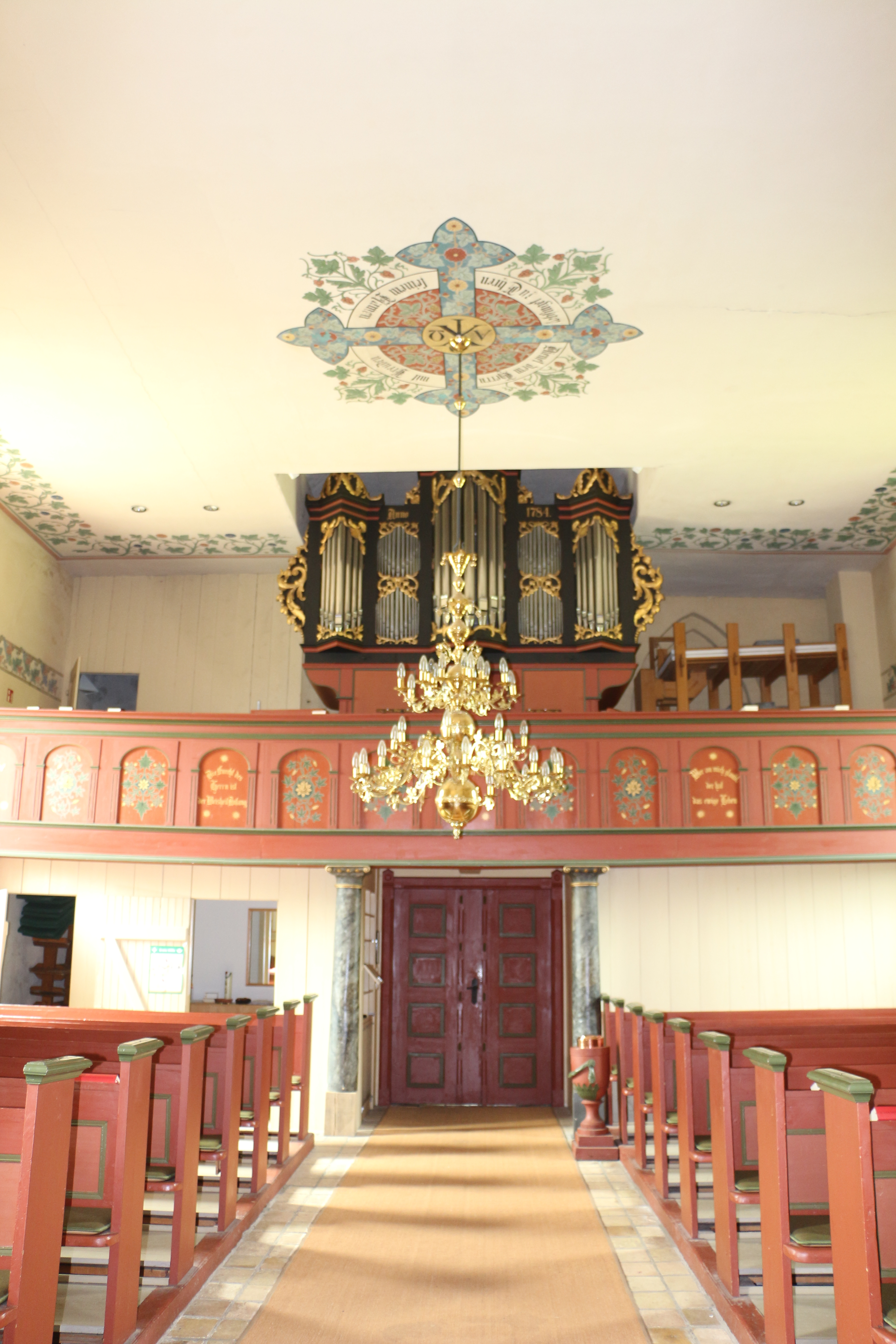
Orgel der St. Marien-Kirche Kahleby von Johann Daniel Busch

## Instrumentenbau
- Johann Daniel Busch vollendet die Orgel in der St. Marienkirche in Kahleby. Sie ist heute eine der wichtigsten Barockorgeln Schleswig-Holsteins.

## Geboren

### Geburtsdatum gesichert
- 27. Januar: Martin-Joseph Mengal, belgischer Hornist, Komponist und Dirigent († 1851)
- 02. Februar: August Ludwig Gottlob Krehl, deutscher evangelischer Theologe, Hochschullehrer und Kirchenlieddichter († 1855)
- 25. März: François-Joseph Fétis, belgischer Komponist, Musikkritiker und Musikbiograph († 1871)
- 05. April: Louis Spohr, deutscher Komponist, Dirigent, Geiger († 1859)
- 08. April: Dionisio Aguado, spanischer Gitarrist und Komponist († 1849)
- 13. April: Henriette Schadow, deutsche Sängerin († 1832)
- 14. Juni: Francesco Morlacchi, italienischer Komponist und Dirigent († 1841)
- 02. Juli: Teresa Belloc, italienische Opernsängerin († 1855)
- 27. Juli: George Onslow, französischer Komponist († 1853)
- 30. Juli: Leopold Schefer, deutscher Dichter und Komponist († 1862)
- 15. August: Pierre-Auguste-Louis Blondeau, französischer Komponist und Musikwissenschaftler († 1865)
- 31. August: Jeanette Wässelius, schwedische Opernsängerin und Schauspielerin († 1853)
- 21. September: Carl Thomas Mozart, österreichischer Beamter und Sohn von Wolfgang Amadeus und Constanze Mozart († 1858)
- 24. Oktober: Marco Berra, italienischer Musikverleger in Prag († 1853)
- 14. November: Karl Friedrich Schulz, deutscher evangelischer Kirchenliedkomponist und Musiklehrer († 1850)
- 28. November: Ferdinand Ries, deutscher Klavierspieler und Komponist († 1838)

### Genaues Geburtsdatum unbekannt
- Gustav Adolf Hess de Calve, ungarisch-russischer Philosoph, Komponist und Bergbauingenieur († 1838)
- Alojzy Stolpe, polnischer Pianist, Musikpädagoge und Komponist († 1824)

### Geboren um 1784
- Johann Christian Andrée, Klavierbauer und Hofinstrumentenmacher in Berlin († 1847)

## Gestorben

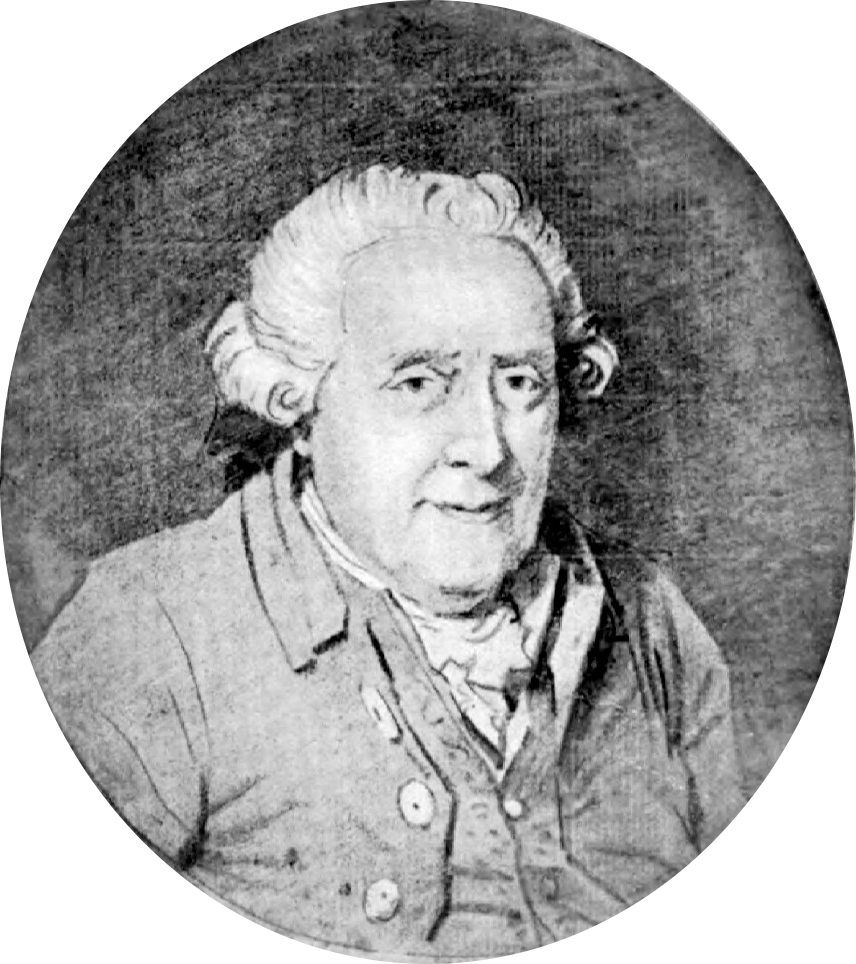
Wilhelm Friedemann Bach
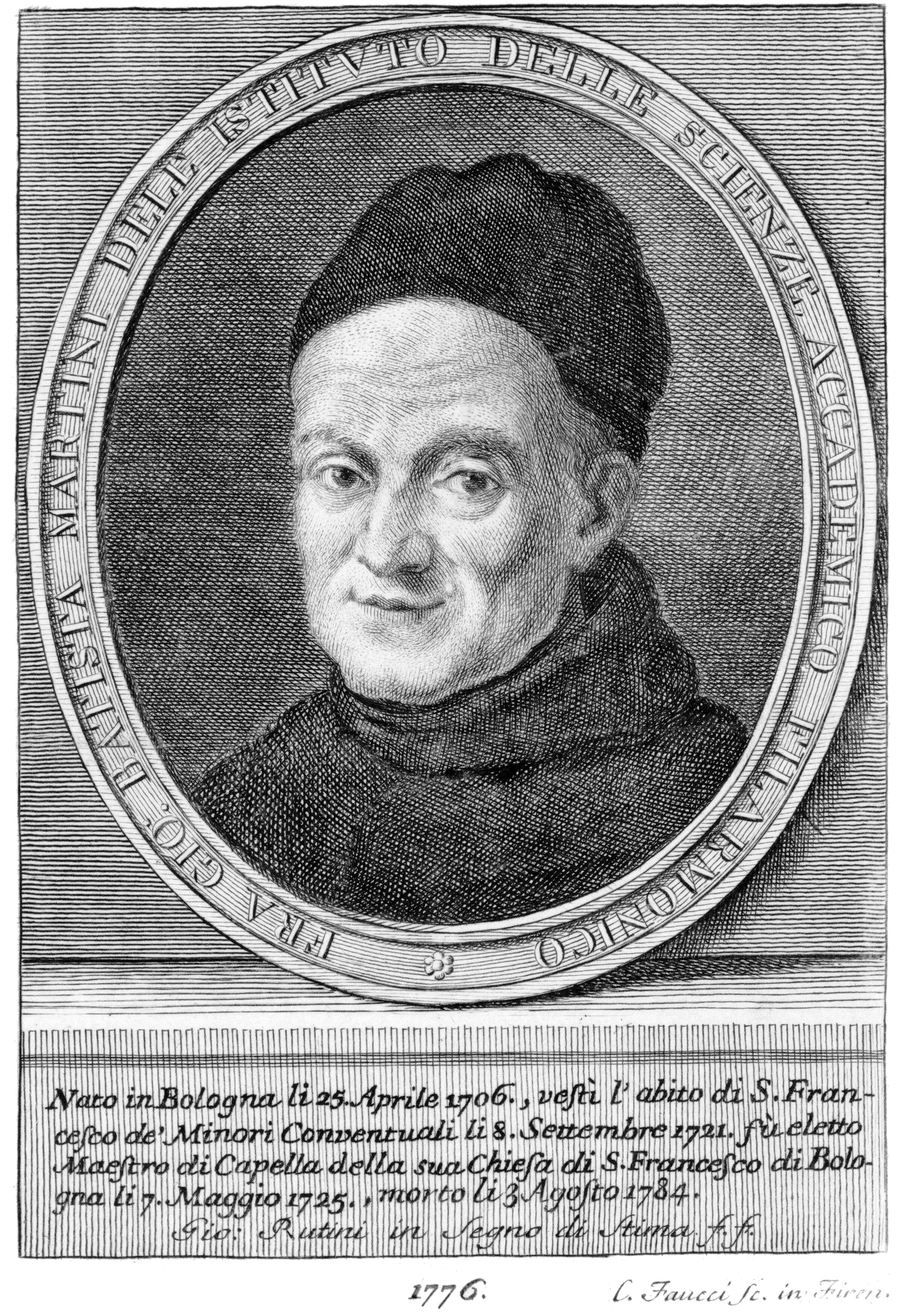
Giovanni Battista Martini
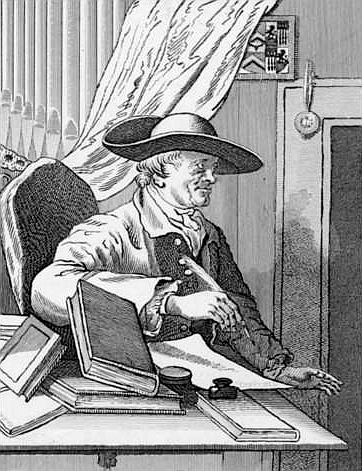
Thomas Morell
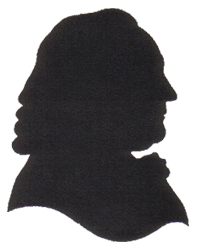
Johann Stephan Schmaltz
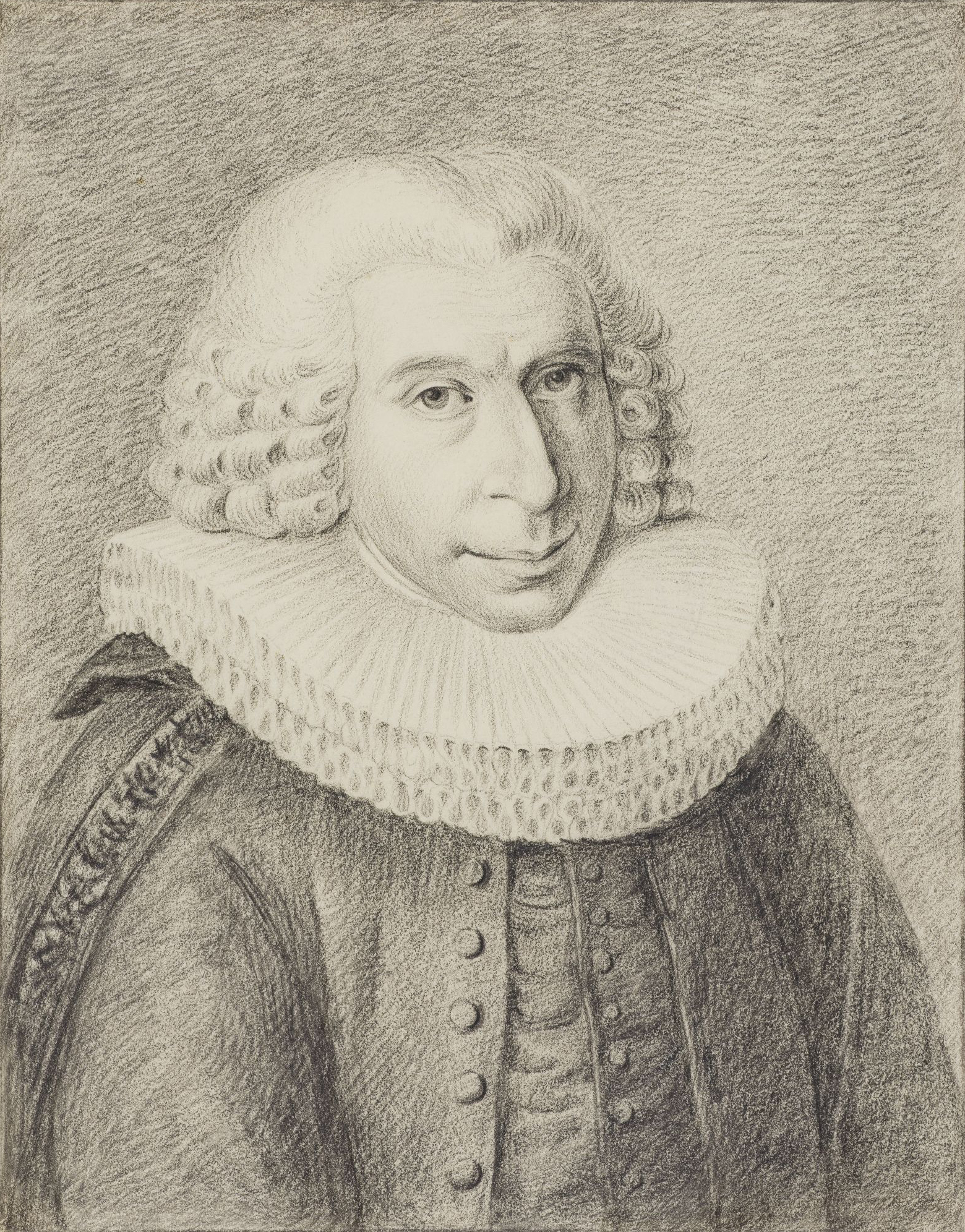
Jacob Schuback
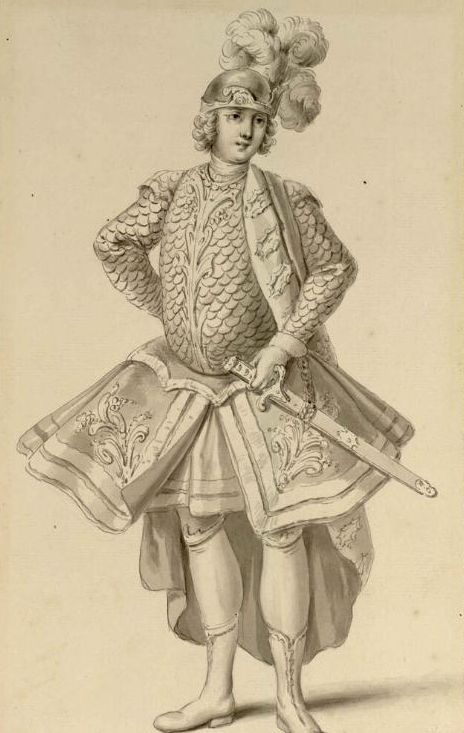
Joseph Schuster

### Todesdatum gesichert
- 05. Januar: Michael Herberger, deutscher Orgelbauer (* 1712)
- 24. Januar: Andrea Bernasconi, italienischer Komponist (* 1706)
- 19. Februar: Thomas Morell, englischer Geistlicher und Librettist (* 1703)
- 24. Februar: Anton Laube, böhmischer Komponist und Kirchenmusiker (* 1718)
- 03. März: Claude Parisot, französischer Orgelbauer (* 1704)
- 08. März: Johann Adam Ehrlich, deutscher Orgelbauer und Instrumentenmacher (* 1703)
- 07. April: Elias Pratzer, altösterreichischer Orgelbauer (* 1700)
- 28. April: Johann Stephan Schmaltz, deutscher Orgelbauer (* 1715)
- 15. Mai: Jacob Schuback, Hamburger Jurist, Diplomat und Komponist (* 1726)
- 01. Juli: Georg Daniel Auberlen, deutscher Schulmeister, Musiker und Komponist (* 1728)
- 01. Juli: Wilhelm Friedemann Bach, deutscher Komponist (* 1710)
- 07. Juli: Louis Anseaume, französischer Librettist (* 1721)
- 03. August: Giovanni Battista Martini, italienischer Komponist und Musiktheoretiker (* 1706)
- 06. August: Karl Kohaut, österreichischer Lautenist, Komponist und Hofbeamter (* 1726)
- 12. September: Manuel Blasco de Nebra, spanischer Komponist und Organist (* 1750)
- 14. September: Nicolas Capron, französischer Komponist und Violinist (* vor 1740)
- 05. Oktober: Antonín Kammel, Violinist und Komponist (* 1730)
- 27. Oktober: Johann Gottlieb Graun, deutscher Violinist und Komponist (* 1703)
- 14. November: Joseph Schuster, Bassist und Ensemblemitglied am Hoftheater des Dresdner Kurfürsten (* 1722)
- 15. November: Jan Hataš, tschechischer Komponist (* 1751)

### Genaues Todesdatum unbekannt
- Antoine Dard, französischer Komponist, Oboist, Fagottist und Musiktheoretiker (* um 1715)